# Ngul
Ngul (auch Ingul, Ngoli, Nguli und Ngulu) ist eine Bantusprache und wird von circa 8.400 Menschen in der Demokratischen Republik Kongo gesprochen (Zensus 2002).
Sie ist im Westen der Provinz Bandundu entlang des Flusses Kasai nördlich von Idiofa verbreitet.

## Klassifikation
Ngul ist eine Nordwest-Bantusprache und gehört zur Mbere-Gruppe, die als Guthrie-Zone B60 klassifiziert wird.